# Ascalaphus worthingtoni
Ascalaphus worthingtoni is een insect uit de familie van de vlinderhaften (Ascalaphidae), die tot de orde netvleugeligen (Neuroptera) behoort. 
Ascalaphus worthingtoni is voor het eerst wetenschappelijk beschreven door Kimmins in 1949.